# Филодриасы
Филодриасы (лат. Philodryas) — род змей подсемейсвта Dipsadinae семейства ужеобразных. Род включает в себя 18 видов, обитающих в Южной Америке.

## Описание
У змей рода Philodryas голова морфологически выделена от шеи с выдающимся кантусом. Глаза среднего или большого размера. Зрачки круглые. Тело цилиндрическое либо немного латерально сплющено. Хвост длинный. Дорзальные чешуи образуют от 17 до 23 рядов в середине тела, подхвостовые чешуи разделены.
Мелкие верхнечелюстные зубы (от 12 до 15) отделены от двух крупных клыков с бороздками, расположенных сразу за задней границей глаз.

## Яд
Хотя ужеобразные, как правило, являются безвредными, филодриасы являются заднебороздчатыми, то есть имеют сложенные назад клыки с бороздками и способны к ядовитому укусу. Однако, яд этих змей малотоксичен.

## Виды и ареал
Род включает 20 видов:
- Philodryas aestiva (A.M.C. Duméril, Bibron & A.H.A. Duméril, 1854) — Бразильский филодриас, север Аргентины, Боливия, юго-восток Бразилии, Парагвай, Уругвай;
- Philodryas agassizii (Jan, 1863)
- Philodryas argenteus (Daudin, 1803)
- Philodryas arnaldoi (Amaral, 1932) — Филодриас Амарала, юго-восток Бразилии;
- Philodryas baroni Berg, 1895 — Длинноносый филодриас, или аргентинский филодриас, север Аргентины;
- Philodryas chamissonis (Wiegmann, 1834) — Чили;
- Philodryas cordata Donnelly & Myers, 1991
- Philodryas georgeboulengeri (Grazziotin et al., 2012)
- Philodryas laticeps Werner, 1900
- Philodryas livida (Amaral, 1923)
- Philodryas mattogrossensis Koslowsky, 1898 — Боливия, юго-запад Бразилии, Парагвай;
- Philodryas nattereri Steindachner, 1870 — запад и центр Бразилии, Парагвай;
- Philodryas olfersii (Lichtenstein, 1823) — Боливийский филодриас, или бразильский кустарниковый филодриас, Аргентина, Боливия, запад Бразилии, Парагвай, восток Перу, Уругвай;
- Philodryas patagoniensis (Girard, 1857) — Патагонский филодриас, Аргентина, Боливия, Бразилия;
- Philodryas psammophidea Günther, 1872 — Аргентина, запад и юг Бразилии;
- Philodryas simonsi Boulenger, 1900 — Эквадор, Перу
- Philodryas tachymenoides (Schmidt & Walker, 1943) — Чили, Перу;
- Philodryas trilineata (Burmeister, 1861)
- Philodryas varia (Jan, 1863)[4]
- Philodryas viridissima (Linnaeus, 1758) — Изумрудный филодриас, север Южной Америки в долине Амазонки и реки Парагвай[5].